# Trichomanes aureovestitum
Trichomanes aureovestitum är en hinnbräkenväxtart som beskrevs av George Richardson Proctor. Trichomanes aureovestitum ingår i släktet Trichomanes och familjen Hymenophyllaceae. Inga underarter finns listade.